# Charles Exbrayat

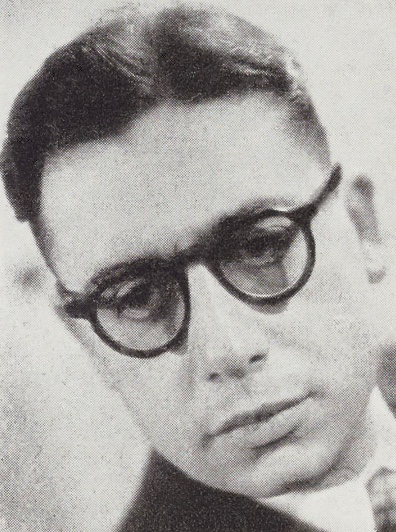
Charles Exbrayat (um 1940)

Charles Exbrayat (* 5. Mai 1906 in Saint-Étienne; † 8. März 1989 ebenda) war ein französischer Schriftsteller.

## Leben und Werk
Charles Exbrayat begann seine Schriftstellerkarriere in Genf und Paris als Theaterautor. Ab 1942 veröffentlichte er Romane, sowohl psychologische wie Jules Matra (Gallimard, Paris 1942) als auch historische und Abenteuerromane. Berühmt wurde er ab 1957 mit einer Serie von fast 200 Kriminalromanen in der Reihe Le Masque (ab 1966 Le Club des Masques im Verlag Librairie des Champs Élysées, ab 1996 Éditions du Masque), deren zweitwichtigster Autor er war (hinter Agatha Christie). Weltweit verkaufte er mehr als 20 Millionen Exemplare. 7 seiner Bücher wurden auch ins Deutsche übersetzt. Daneben schrieb er zusammen mit Jacques Debussy (1928–2012) unter dem gemeinsamen Pseudonym Michaël Loggan.
Exbrayats Manier wurde von der Kritik in die Nähe von Georges Simenon gerückt. Besondere Aufmerksamkeit erzielte er mit der humorigen Figur Imogène McCarthery in 7 Romanen, die für das französische Fernsehen in 13 Episoden verfilmt wurden. Der Roman Ne vous fâchez pas, Imogène! von 1959 wurde 2010 mit Catherine Frot und Lambert Wilson in den Hauptrollen unter dem Titel Imogène McCarthery verfilmt.
In dem Kriminalroman Méfie-toi Gône! (1961) setzt der Autor zahlreiche Aphorismen aus La Plaisante Sagesse lyonnaise als Leitmotiv ein, darunter „Il faut laisser du temps au temps“ (S. 155, Kapitel „Dimanche, 15 mai“), das später durch François Mitterrand berühmt wurde.
Der Kriminalroman Félicité de la Croix-Rousse (1968), der im Viertel La Croix-Rousse in Lyon spielt, ist durchsetzt mit regionalsprachlichen Wörtern, die in Fußnoten erläutert werden.
Nach Exbrayats Tod wurde 1990 in Saint-Étienne der Verein Souvenir Charles Exbrayat gegründet. Er vergibt jährlich einen Preis für ein Buch, „das Exbrayat gefallen hätte“.

## Werke (soweit ins Deutsche übersetzt)
- Ce Mort que nul n’aimait. 1958.
  - (deutsch) Treibgut im Kanal. Scherz, Bern 1962.
- L’Inspecteur mourra seul. 1959.
  - (deutsch) Ein Inspektor kehrt zurück. Scherz, Bern 1963.
- Ne vous fâchez pas, Imogène. 1959.
  - (deutsch) Mary im Agentennetz. Droste, Düsseldorf 1963.
- Chewing-gum et spaghetti. 1959.
  - (deutsch) Kaugummi und Spaghetti. Droste, Düsseldorf 1962. Heyne, München 1970.
- Aimez-vous la pizza ?. 1960.
  - (deutsch) Lieben Sie Pizza ? Droste, Düsseldorf 1967.
- Une ravissante Idiote. 1962.
  - (deutsch) Die Verführerin. Droste, Düsseldorf 1964.
- Chianti et Coca-Cola. 1966.
  - (deutsch) Chianti und Coca-Cola. Heyne, München 1971.